# Vindkraft i Belgien
Vindkraft i Belgien skiljer sig från vindkraft i många andra länder i att den haft ett relativt stort fokus på havsbaserad vindkraft, som står för ungefär hälften av all vindkraftsel som producerats. Med drygt 15 TWh stod vindkraften 2023 för ungefär 19 % av den totala elproduktionen.. 
Av den totala installerade effekten 2023 var 2262 MW till havs och 3247 MW på land. Av produktionen på land var 1421 MW i Vallonien och 1826 MW i Flandern.. Av produktionen i Flandern stod 2022 Västflandern för 15 %, Östflandern för 34 %, Antwerpen för 26 %, Limburg för 21% och Flamländska Brabant för 4 %. Som i många andra länder har produktionen ökat snabbt från en låg nivå under 2000-talet.